# 圣洛朗-布朗日
圣洛朗-布朗日（法語：Saint-Laurent-Blangy，法語發音：[sɛ̃ loʁɑ̃ blɑ̃ʒi]）是法国上法蘭西大區加来海峡省的一个市镇，属于阿拉斯区。该市镇于1819年由原市镇圣洛朗（Saint-Laurent）和布朗日（Blangy）合并而成。

## 地理
圣洛朗-布朗日（50°18'9"N, 2°48'10"E）面积9.83 平方千米，位于法国上法蘭西大區加来海峡省，该省份为法国北部沿海省份，西北濒北海，南至索姆省，东临北部省。
与圣洛朗-布朗日接壤的市镇（或旧市镇、城区）包括：巴约勒锡尔贝图、阿拉斯、阿蒂、弗希、罗克兰库尔、圣尼古拉、蒂卢瓦莱莫夫莱讷。
圣洛朗-布朗日的时区为UTC+01:00、UTC+02:00（夏令时）。

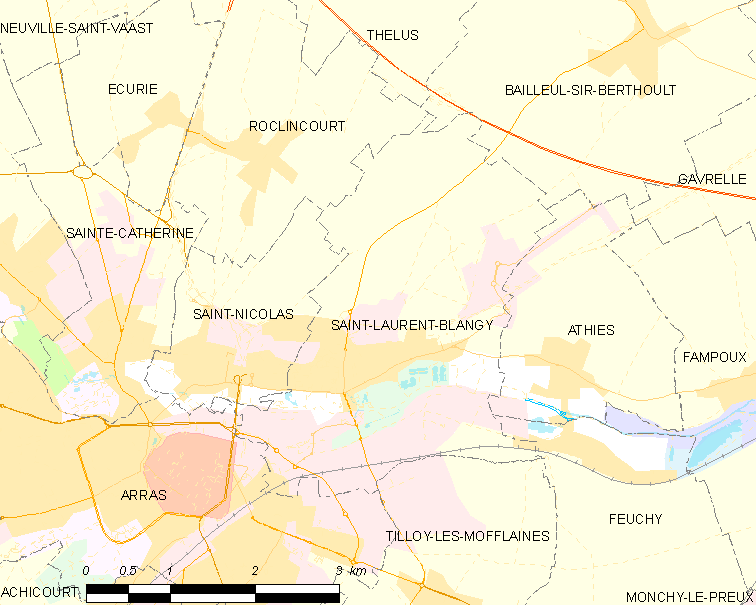
圣洛朗-布朗日的OSM定位图

## 行政
圣洛朗-布朗日的邮政编码为62223，INSEE市镇编码为62753。

## 政治
圣洛朗-布朗日所属的省级选区为阿拉斯第二县。

## 人口

1962-2008年间圣洛朗-布朗日人口变化图示

圣洛朗-布朗日于2022年1月1日时的人口数量为6492人。